# Dororo (anime)
Dororo (Japonés: どろろ;  Hepburn: Dororo?) es un anime dirigido por Gisaburō Sugii el cual adapta el manga Dororo de Osamu Tezuka. El 19 de marzo de 2018 se anunció que MAPPA Y Tezuka Productions producirían una nueva serie animada de Dororo, la cual sería distribuida por Amazon Prime Video.

## Episodios
| Ep. | Título | Director           | Adaptado de       | Aux3 | Estreno                  |
| --- | --- | ------------------ | ----------------- | ---- | ------------------------ |
| E1 | «The Tale of Hyakkimaru Part 1» «Hyakkimaru No Maki Sono Ichi» (百鬼丸の巻 その一) Hispanoamérica: «El cuento de Hyakkimaru Parte 1.»                                                    | Ozamu Dezaki       | Capítulos 1 y 2   | Aux3 | 06 de abril de 1969      |
| En el Templo del Dragón de la Nube (寺 龍雲), Daigo Kagemitsu, un guerrero en la Era de las Guerras Civiles, ofrece su cuerpo de bebé que pronto nacerá a los 48 demonios como sacrificio para cumplir sus ambiciones y gobernar la tierra. Cuando el bebé nace con 48 partes de su cuerpo faltantes, obliga a su esposa a ponerlo en una canasta y enviarlo río abajo debido a su horripilante fealdad. Años más tarde, después de una batalla, un rōnin llamado Hyakkimaru (百 鬼 丸) se encuentra con un grupo de soldados enemigos. Cuando lo atacan, sus brazos se convierten en espadas y los mata a todos. Mientras tanto, en un pueblo cercano, un joven ladrón llamado Dororo (ど ろ,) intenta robarle una espada a un traficante de armas. Dororo es perseguido y se encuentra con un monje hambriento que pide ayuda. Dororo consigue algo de comida, pero cuando Dororo regresa, el monje ha muerto. Más tarde, Dororo come la comida de una banda de ladrones, pero es atrapado, golpeado y luego arrojado al río. Hyakkimaru interviene, pero un espíritu aparece del agua y consume al líder. Hyakkimaru mata al espíritu y Dororo decide seguirlo, pero no queriendo compañía, Hyakkimaru revela sus falsos ojos para asustar a Dororo. | |                    |                   |      |                          |
| E2 | «The Tale of Hyakkimaru Part 2» «Hyaku Onimaru No Maki Sono Ni» (百鬼丸の巻 その二) Hispanoamérica: «El cuento de Hyakkimaru Parte 2.»                                                   | Masaharu Endo      | Capítulo 3        | Aux3 | 13 de abril de 1969      |
| Dororo insiste en seguir a Hyakkimaru, por lo que Hyakkimaru le dice a Dororo cómo el Dr. Jukai lo encontró como un bebé en la orilla del río y lo llevó a su casa y cómo el médico le hizo prótesis para que pareciera normal. Sin embargo, Hyakkimaru aprendió que solo derrotando a los 48 demonios que poseían sus partes del cuerpo podría convertirse en completamente humano. Para ayudar a Hyakkimaru en su búsqueda, el Dr. Jukai insertó una excelente espada que recibió de un general en el brazo prostático de Hyakkimaru. En sus viajes, Hyakkimaru conoció a un viejo monje ciego llamado Zatō (座 who) que se dio cuenta de la triste situación de Hyakkimaru. Llevó a Hyakkimaru a un orfanato de niños dañados por la guerra, donde Hyakkimaru se quedó y perfeccionó sus habilidades de combate. Allí conoció y se enamoró de Mio, pero un día el samurái local prendió fuego al orfanato con Mio y los niños dentro, sus sueños desapareciendo en las llamas. Enfurecido, Hyakkimaru atacó y mató a todos los samuráis. | |                    |                   |      |                          |
| E3 | «The Tale of the Monster Banzai Part 1» «Bandai (Ban Dai) No Maki Sono Ichi» (万代（ばんだい）の巻 その一) Hispanoamérica: «El cuento del monstruo Banzai parte 1.»                      | Yoshiyuki Tomino   | Capítulos 4 y 5   | Aux3 | 20 de abril de 1969      |
| Hyakkimaru le dice a Dororo que después de la muerte de Mio y los niños en el orfanato, donde sea que haya viajado, ha sido acosado por demonios y de repente mata a uno que los había estado observando. Sin embargo, Dororo no pudo ser disuadido y persiste en seguir a Hyakkimaru. Esa noche, un monstruoso personaje Kanekozo (金 小僧) llevando una campana se acerca a su campamento, mira a Hyakkimaru y se va. Entran en un pueblo en busca del monstruo y son capturados y llevados ante Lady Bandai (万 代). Niega la existencia de monstruos y los encierra en una habitación en el sótano. Se enfrentan a un monstruo acuoso, pero Hyakkimaru lo devuelve al pozo. Dororo sigue el rastro del monstruo a la mansión de Lady Bandai y Dororo es atrapado por pueblos y golpeado, pero Hyakkimaru viene al rescate. Los pueblos respetan mucho a Lady Bandai, pero dicen que la aldea está maldita. Hyakkimaru los conduce a un bosque de bambú donde ven a Kanekozo. | |                    |                   |      |                          |
| E4 | «The Tale of the Monster Banzai Part 2» «Bandai (Ban Dai) No Maki Sono Ni» (万代の巻 その二) Hispanoamérica: «El cuento del monstruo Banzai parte 2.»                                    | Yoshiyuki Torino   | Capítulos 5 y 6   | Aux3 | 27 de abril de 1969      |
| Se cuenta la historia de un monstruo que se mudó a un pequeño y remoto pueblo pacífico en las montañas cuando se hizo próspero y se llevó su comida y dinero. Cuando la aldea perdió el corazón, una mujer adinerada, tan hermosa como el bodhisattva, se mudó y le dio dinero a la aldea, pero cuando comenzó a prosperar nuevamente, el monstruo reaparecería. Después de que Hyakkimaru salvó a Dororo del monstruo, él y los aldeanos siguen al misterioso monstruo Kanekozo desde la orilla del río hasta el bosquecillo de bambúes. Cuando Kanekozo se desvanece, Hyakkimaru consigue que los aldeanos caven donde estaba y encuentren monedas de oro enterradas debajo de la tierra. Le dicen a Lady Bandai y distribuyen el oro entre los aldeanos. Esa noche, Hyakkimaru y los aldeanos esperan al monstruo mientras Dororo vigila a Lady Bandai, pero se duerme. El monstruo destruye la casa de un aldeano y Hyakkimaru lo sigue hasta la casa de lady Bandai, donde se revela su verdadera forma demoníaca. Hyakkimaru y las aldeas lo persiguen y eventualmente matan al monstruo. Mientras muere, la pierna izquierda de Hyakkimaru regresa a su alegría y asombro, pero los aldeanos obligan a los dos extraños a irse porque a sus ojos, Hyakkimaru también es un monstruo. | |                    |                   |      |                          |
| E5 | «The Tale of the Misery Chronicles Part 1» «Muzanchō (Muzanchou) No Maki Sono Ichi» (無残帖（むざんちょう）の巻 その一) Hispanoamérica: «El cuento de las crónicas de miseria parte 1.»  | Ryosuke Takahashi  | Capítulo 7        | Aux3 | 04 de mayo de 1969       |
| Hyakkimaru y Dororo caminan durante días para castigar el calor hasta que Dororo se colapsa por un golpe de calor. Delirante, Dororo comienza a hablar de su infancia. La sangrienta Guerra de Onin vio al país dividirse en dos con muchas bajas en ambos lados y aldeas y campos incendiados que crearon escasez de alimentos. Algunos murieron de inanición mientras otros tomaron armas y se convirtieron en bandidos. Un grupo de bandidos liderados por Hibukuro roban una aldea y matan a todos los aldeanos que apoyan al samurai. Algunos de sus hombres quieren unirse al samurai para aumentar su poder y riqueza, pero Hibukuro y su esposa Ojiya se oponen a la idea. Esa noche, algunos de sus hombres liderados por Shiogo Itachi secuestraron a Dororo, el hijo de Hibukuro y Ojiya, y le exigieron que vaya a la oficina del magistrado para recuperar a Dororo. Hibukuro y Ojiya van, pero son arrestados y Hibukuro es golpeado sin piedad. Afortunadamente, el joven Dororo robó la llave de la celda y lograron escapar. Ojiya se llevó a Dororo cuando se acercaba una tormenta de viento. Hibukuro se quedó y cortó los cimientos de la casa del magistrado, que luego colapsó durante la tormenta de viento y lo prendió fuego, matando a todos los que estaban dentro. Ojiya se encuentra con los bandidos de Hibukuro, ahora liderados por el traidor Itachi. | |                    |                   |      |                          |
| E6 | «The Tale of the Misery Chronicles Part 2» «Muzanchō No Maki Sono Ni» (無残帖の巻 その二) Hispanoamérica: «El cuento de las crónicas de miseria parte 2.»                                | Osamu Dezaki       | Capítulo 7        | Aux3 | 11 de mayo de 1969       |
| Dororo continúa la historia de la miseria. Cuando Hibukuro alcanza a sus hombres, descubre que Itachi usurpó su liderazgo y tiene a Ojiya y Dororo cautivos. Itachi obliga a Hibukuro a rendirse y recibe un disparo en las piernas con flechas. Cuatro años más tarde, la familia es pobre y está hambrienta, con Hibukuro lisiado y Ojiya no puede mantener a los tres. Se topan con un pueblo devastado y Dororo encuentra al victorioso samurai asando carne, cuando de repente los aldeanos sobrevivientes los atacan y los matan. Como la comida está a punto de ser distribuida, Dororo toma la carne y sale corriendo. Los aldeanos atrapan a Dororo y la familia es expulsada del pueblo. Hibukuro le dice a Dororo que los que libran la guerra son responsables de la ruina del país y su gente. Hibukuro baja con fiebre, y mientras Ojiya recolecta agua, una princesa que pasa le ofrece comida a Dororo. Hibukuro rechaza la comida, insulta a la princesa, ataca a sus criados y luego muere en la lucha subsiguiente. Llega el invierno, y finalmente frío y hambriento, Ojiya muere en la nieve dejando a Dororo solo. En el presente, la fiebre de Dororo desaparece. | |                    |                   |      |                          |
| E7 | «The Tale of the Demon Sword Nihil Part 1» «Yōtō Ni Hiru (Ni Hiru) No Maki Sono Ichi» (妖刀似蛭（にひる）の巻 その一) Hispanoamérica: «l cuento de la espada del demonio Nihil Parte 1.» | Chikao Katsura     | Capítulo 8        | Aux3 | 18 de mayo de 1969       |
| Hyakkimaru es desafiado por un extraño poseído por los espíritus de los muertos. Él es Nikki Tanosuke, dueño de la espada demoníaca Nihil con una historia oscura y sangrienta. Hyakkimaru derrota al espadachín y se van, pero Dororo corre hacia atrás para recuperar la espada, a pesar de que Hyakkimaru advirtió contra tocarla. Poco después, la espada posee a Dororo y llora por sangre, forzando a Dororo a atacar a su perro Nota con él. Llegan a una casa y Nota se enfrenta a un grupo de perros hambrientos. Cuando los perros ven a Dororo atacan, pero Dororo los ataca salvajemente con la espada del demonio. Sin embargo, la espada dice que quiere beber sangre humana. Dororo encuentra a un anciano y su hija en un templo, los ataca y hiere al padre, pero la hija Osushi tiene un talismán que detiene a Dororo. Una advertencia se extiende por todo el pueblo para esconderse en el interior debido a un asesino disfrazado de niño. Cuando Osushi va a la posada en busca de comida, se encuentra con su hermano, el antiguo dueño de la espada demoníaca Nihil. Él ha estado ausente durante 5 años después de convertirse en un soldado ashigaru al servicio del señor. Sin embargo, solo le interesa encontrar a Dororo y recuperar la espada. | |                    |                   |      |                          |
| E8 | «The Tale of the Demon Sword Nihil Part 2» «Yōtō Ni Hiru No Maki Sono Ni» (妖刀似蛭の巻 その二) Hispanoamérica: «El cuento de la espada del demonio Nihil Parte 2.»                      | Chikao Katsui      | Capítulo 8        | Aux3 | 25 de mayo de 1969       |
| Para recuperar la espada, Tanosuke ataca a Dororo que está escondido en la cabaña de un herrero, pero falla. Tanosuke luego le dice a su hermana de su tiempo al servicio del señor, donde supervisó con éxito la construcción de una fortaleza. Luego le dieron la espada Nihil y le ordenaron matar a todos los carpinteros en caso de que divulgaran los secretos de su construcción: a regañadientes, obedeció la orden. Usó la espada en muchas batallas desde entonces y desarrolló una sed de sangre. Esa noche, bajo las instrucciones de Tanosuke, los aldeanos prendieron fuego a la cabaña y Tanosuke recupera la espada. En el último momento, Hyakkimaru llega y saca a Dororo del edificio en llamas. Él explica el poder de la espada demoníaca, pero los aldeanos no le creen hasta que Tanosuke mata innecesariamente a un aldeano y a su esposa. Hyakkimaru desafía a Tanosuke y pelean, y Tanosuke continúa incluso después de que es herido. Al darse cuenta de su situación, Tanosuke se mata con la espada que se llena de sangre. Mientras muere, el demonio se disipa. En la tumba de Tanosuke, Hyakkimaru recupera uno de sus ojos y puede verlo por primera vez, y Dororo promete no volver a sostener una espada. | |                    |                   |      |                          |
| E9 | «The Tale of Banmon Part 1» «Ban Mon No Maki Sono Ichi» (ばんもんの巻 その一) Hispanoamérica: «El cuento de Ban mon parte 1.»                                                            | Hideo Nishimaki    | Capítulo 9        | Aux3 | 01 de junio de 1969      |
| Durante sus viajes, Hyakkimaru y Dororo se topan con un alto banmon de pared de madera (ん も,), marcado por muchas puntas de flecha. Durante ellos son atacados por un zorro de nueve colas, pero Hyakkimaru lo saca. Por la mañana, los soldados se acercan con tres cautivos para ejecutarlos como espías de Asakura: un ashigaru y dos campesinos que lo ayudaron sin saberlo. Están atados al banmon y ejecutados por una andanada de flechas. Enfurecido por el cruel derroche de la vida, Dororo los ataca con las manos desnudas, pero es arrojado al suelo. Hyakkimaru interviene, y mata a uno de los samuráis con la espada en el brazo para sorpresa de todos. El señor se revela como Daigo Kagemitsu, y cuando Dororo cuenta cómo las partes del cuerpo de Hyakkimaru fueron tomadas por los demonios, Kagemitsu se da cuenta de que Hyakkimaru puede ser su propio hijo y se retira, haciendo caso omiso de los insultos de Dororo. Más tarde, Hyakkimaru y Dororo llegan a una ciudad. El hambriento Dororo se apresura a entrar y está rodeado de personas cautelosas que atrapan y arrojan a Dororo al río. Desconfían de cualquiera que cruce la frontera marcada por el banmon, no queriendo ser atrapado entre los señores belicosos. Hyakkimaru llega a la ciudad gobernada por Kagemitsu pero es acusado de ser un espía de Asakura. Se encuentra con Tahomaru, quien lo invita a la casa de su padre, Daigo Kagemitsu. Mientras esperaba allí, nuevamente vio al zorro de nueve colas fuera de la ventana. | |                    |                   |      |                          |
| E10 | «The Tale of Banmon Part 2» «Ban Mon No Maki Sono Ni» (ばんもんの巻 その二) Hispanoamérica: «El cuento de Ban mon parte 2.»                                                              | Hiroshi Minamikawa | Capítulo 9        | Aux3 | 08 de junio de 1969      |
| El zorro de nueve colas ataca a Hyakkimaru, pero no puede matarlo y escapa. Kagemitsu y su hijo Tahomaru interrogan a Hyakkimaru, quien cuenta la historia de su vida. Kagemitsu le ofrece a Hyakkimaru un puesto bajo su señor Lord Togashi y para ayudar a asegurar la frontera contra Asakura, pero él declina. Inquieta durante la noche, explora la mansión, pero es visto y perseguido como un espía Asakura y refugiado por la esposa de Kagemitsu, Nuinokata (縫 の,), su madre. Comparten un momento silencioso de reconocimiento y Hyakkimaru huye de la mansión, negando lo que sentía. Manawhile Dororo es sacado del río por Sukeroku, un chico local que explica cómo fue separado de sus padres por la guerra, que ahora vive al otro lado del banmon. También explica cómo el zorro de nueve colas mantiene la guerra porque se come los cuerpos de los soldados muertos. Esa noche, Hyakkimaru es atacado por el zorro de nueve colas. Él lucha, pero ve a Kagemitsu preparando sus fuerzas para atacar al Asakura al amanecer. | |                    |                   |      |                          |
| E11 | «The Tale of Banmon Part 3» «Ban Mon No Maki Sono San» (ばんもんの巻 その三) Hispanoamérica: «El cuento de Ban mon parte 3.»                                                             | Ozamu Dezaki       | Capítulo 9        | Aux3 | 15 de junio de 1969      |
| Las fuerzas de Kagemitsu atacan al Asakura al amanecer liderado por Tahomaru. Sukeroku quiere ver a sus padres, por lo que él y Dororo cruzan la frontera pero son atrapados. Dororo le da a Sukeroku la oportunidad de escapar, y es alcanzado por una flecha. Mientras tanto, Tahomaru toma con éxito la parte de Asakura de la ciudad. Él lo quema y toma a la gente del pueblo cautiva. Dororo ve a Sukeroku que dice que sus padres han sido asesinados. Todos los prisioneros son puestos ante los Banmon suplicando por sus vidas, pero asesinados con flechas, incluyendo a Sukeroku. Cuando están a punto de matar a Dororo, Hyakkimaru llega liderado por Nota y mata a los arqueros. Tahomaru ataca a Hyakkimaru y mientras pelea, el demonio zorro de nueve colas le dice a Hyakkimaru que Tahomaru es su hermano y él es el hijo de Kagemitsu que hizo el pacto con los 48 demonios. Hyakkimaru se da cuenta de que la mujer que lo ayudó fue su madre, ya que Tahomaru hace un último ataque, pero Hyakkimaru lo mata. Hyakkimaru ataca al demonio guerrero, decapitándolo. Se estrella y destruye el banmon, sin embargo, la guerra continúa. En las noticias de la muerte de Tahomaru, Kagemitsu lidera a sus tropas en un ataque, más allá del banmon en ruinas y en territorio enemigo. | |                    |                   |      |                          |
| E12 | «Tale of the Fair Fudo Part 1» «Hakumen (Haku Men) Fudō No Maki Sono Ichi» (白面（はくめん）不動の巻 その一) Hispanoamérica: «Cuento del sabio Fudō parte 1.»                            | Norio Hikone       | Capítulo 10       | Aux3 | 22 de junio de 1969      |
| Ahora separados, Hyakkimaru se encuentra de nuevo con el monje Zatō, mientras que Dororo se encuentra con una mujer llamada Hakumen Fudō (白面 不 動) que cambia sus facciones para parecerse a la madre de Dororo. Dororo sigue a la mujer a casa, a pesar de que a ella no le gusta. Llegan a su casa cerca de la "Cascada de la vanidad" y el santuario de Fudō Myō-ō. Oyen una voz que dice "Quiero una cara" y Hakumen Fudō deja a Dororo y se dirige a la cascada y se prepara para matar a un asceta que medita allí, pero cae al río y es rescatado por Nota. Hakumen Fudō va en busca de él mientras Dororo sigue a Nota que lleva a Dororo a una cueva helada llena de gente sin rostro congelada. Mientras están allí, ellos y el asceta son atacados por los perros de montaña de Hakumen Fudō que arrastran al hombre a la cueva. Dororo encuentra Hakumen Fudō y la lleva a salvar al asceta, pero cuando llegan, la entrada de la cueva ha desaparecido. Ella le dice a Dororo que lo que sucedió fue solo un sueño. Dororo se duerme y Hakumen Fudō regresa a la cueva donde encuentra al asceta sin su rostro, y alimenta a sus perros con uno de los cuerpos congelados. Su cara aparece en la estatua de Lord Fudō, pero él exige otra cara y ella le promete el rostro de un niño. | |                    |                   |      |                          |
| E13 | «Tale of the Fair Fudo Part 2» «Hakumen Fudō No Maki Sono Ni» (白面不動の巻 その二) Hispanoamérica: «Cuento del sabio Fudō parte 2.»                                                     | Riosuke Takahashi  | Capítulo 10       | Aux3 | 29 de junio de 1969      |
| La mujer Hakumen Fudō intenta que Dororo vaya al santuario de Fudō Myō-ō, pero Dororo se niega. Lleva a Dororo al santuario, pero no puede soportar sacrificar a Dororo a su amo. El demonio Lord Fudō crea una tormenta para destruirlos a ambos y Hakumen Fudō le ruega a Dororo que se vaya, pero no lo hace. Ella se sacrifica para salvar a Dororo, pero los perros de montaña luego atacan a Dororo. Mientras tanto, Nota se ha desplazado río abajo y Hyakkimaru y Zatō lo encuentran. Nota los lleva al santuario de Fudō Myo justo a tiempo para que Hyakkimaru y Zatō salven a Dororo y destruyan a los perros. Hyakkimaru corta la cabeza de la estatua pero descubre que no es más que una roca cubierta de moho. Al salir, Dororo flota una ofrenda río abajo para Hakumen Fudō. | |                    |                   |      |                          |
| E14 | «Monster Kajirinkon» «Yōkai Kaji Rin Kon» (妖怪かじりんこん) Hispanoamérica: «Yōkai Kaji Rikon.»                                                                                         | Seiji Okuda        | Original          | Aux3 | 06 de julio de 1969      |
| E15 | «Inai-Inai-Mura» «I Nai I Nai Mura» (いないいない村) Hispanoamérica: «No es un pueblo.»                                                                                                  | Chikao Katsui      | Original          | Aux3 | 13 de julio de 1969      |
| E16 | «Yoba Midoro» «Yoba Midoro-no-maki» (妖馬みどろ) Hispanoamérica: «Yoba Midoro.» | Yoshiyuki Tomino   | Capítulo 16       | Aux3 | 20 de julio de 1969      |
| E17 | «Monster Donburibara» «Yōkai Donburi Bara» (妖怪どんぶりばら) Hispanoamérica: «Yōkai Donburi bara.»                                                                                      | Ryosuke Takahashi  | Capítulo 17       | Aux3 | 27 de julio de 1969      |
| E18 | «The sea-monster Bira-Bira» «Kaijū Bira Bira» (海獣ビラビラ) Hispanoamérica: «Kaiju Bira-Bira.»                                                                                          | Hideaki Kitano     | Original          | Aux3 | 03 de agosto de 1969     |
| E19 | «The Thunder-fire Dog» «Raika Ken (Rai Kake N)» (雷火犬（らいかけん）) Hispanoamérica: «El perro trueno.»                                                                                | Noboru Ishiguro    | Original          | Aux3 | 10 de agosto de 1969     |
| E20 | «Onburaki» «Onbu Ra Oni» (おんぶら鬼) Hispanoamérica: «Onburaki.» | Ryosuke Takahashi  | Original          | Aux3 | 17 de agosto de 1969     |
| E21 | «Maimaionba» «Ma Ima Io N Ba» (まいまいおんば) Hispanoamérica: «Maimaionba.» | Hiroshi Minamikawa | Capítulos 11 y 12 | Aux3 | 24 de agosto de 1969     |
| E22 | «Monster Monmon» «Yōkai Monmon» (まいまいおんば) Hispanoamérica: «Yōkai Monmon.» | Kunihiko Okazaki   | Aux2              | Aux3 | 31 de agosto de 1969     |
| E23 | «The Huge Man-eating Tree» «Hito Gui Taiboku» (人食い大木) Hispanoamérica: «El árbol devorador de hombres.»                                                                              | Seiji Okuda        | Aux2              | Aux3 | 07 de septiembre de 1969 |
| E24 | «Shikanyudo» «Yon Ka (Shike) Nyūdō» (四化（しけ）入道) Hispanoamérica: «Shikanyudo.» | Taku Sugiyama      | Aux2              | Aux3 | 14 de septiembre de 1969 |
| E25 | «The Monster Tsuchibozu» «Yōkai Do Bōzu» (妖怪土坊主) Hispanoamérica: «El yōkai Tsuchibozu.»                                                                                             | Taku Sugiyama      | Aux2              | Aux3 | 21 de septiembre de 1969 |
| E26 | «The Last Monster» «Saigo No Yōkai» (最後の妖怪) Hispanoamérica: «El último yōkai.» | Hideaki Kitano     | Aux2              | Aux3 | 28 de septiembre de 1969 |